# Madame Chiang Kai-shek : un siècle d'histoire de la Chine
Madame Chiang Kai-shek : un siècle d'histoire de la Chine est un ouvrage du sinologue et écrivain belge Philippe Paquet. Cette biographie, parue en 2010, évoque Song Meiling, épouse de Chiang Kai-shek.

## Présentation
Dans les années 1960, Mayling Soong est parmi les « dix personnalités les plus aimées au monde ».
Dans cette biographie de 800 pages, Philippe Paquet évoque notamment l'incident de Xi'an. Il rappelle l'importance politique de cette libération, dont la conséquence est l'alliance historique avec le parti communiste chinois sous la forme d'un front uni contre les Japonais. Philippe Paquet décrit comment, au lendemain de la prise d'otages, Madame Chiang Kai-shek devint l'icône de la résistance contre l'envahisseur japonais.

## Accueil critique
Pour cet ouvrage Madame Chiang Kai-shek, David Bartel évoque un « livre brillant qui ajoute encore une pierre à l’édifice de la sinologie belge francophone ». Le journaliste et écrivain  Éric Roussel, considère qu'il s'agit d'une « monumentale et magistrale biographie », non dénuée de sens critique à l'égard d'« une des femmes les plus fascinantes, les plus douées et les plus belles du monde ». Le sinologue Simon Leys, auteur de la préface de l'ouvrage, considère que cette biographie est « monumentale et définitive ».

## Prix et récompenses
- Prix de la Biographie (histoire) de l'Académie française en 2011[5],
- Prix des Ambassadeurs en 2011[6],
- Grand Prix de la Biographie politique en 2011[7],
- Grand Prix biennal de la Biographie du Cercle Gaulois en 2012[8]
- Prix de la Fondation culturelle franco-taïwanaise sous l'égide de l'Académie des sciences morales et politiques de l'Institut de France en 2012

## Édition
- Madame Chiang Kai-shek : un siècle d'histoire de la Chine, préface de Simon Leys, 2010, 776 p. + 52 ill. hors-texte,  (ISBN 9782070129362), Éditions Gallimard, Paris